# Cortinarius turmalis
Cortinarius turmalis es un hongo basidiomiceto perteneciente a la clase de los Agaricomycetes. Posee un sombrero viscoso de color gris arcilla apagado y un pie sin bulbo. Su sombrero de 3-8 cm de diámetro es inicialmente planiconvexo de color ocre que va palideciendo según nos acercamos a los extremos. Sus láminas son escotadas, apretadas de color crema. Su pie de 3 a 8 centímetros de alto y de más o menos 2 cm de grosor es cilíndrico sin bulbo aunque con cortina en especies jóvenes. El hongo habita en grupos en los bosques de coníferas en verano-otoño. Su comestibilidad es buena.